# Groupe écologiste (franske nationalforsamling)
Le groupe écologiste, officielt groupe écologiste – Nupes (ECO) er en politisk gruppe i den franske nationalforsamling. Gruppen blev gendannet i 2022.
Groupe écologiste (dansk: Den økologiske Gruppe) var en grøn politisk gruppe, der eksisterede i den franske nationalforsamling fra 26. juni 2012 til 19. maj 2016.
Fra 2012 til 2016 havde gruppen 18 medlemmer, der kom fra Europa Økologi–De Grønne, Bretonsk Demokratisk Sammenslutning og række mindre partier.

## Gruppen efter valget i 2022
Efter valget i 2022 består den genoprettede ECO-gruppe af 23 medlemmer.
Gruppen er en del af valgalliancen NUPES.  